# Villa Meerhoef

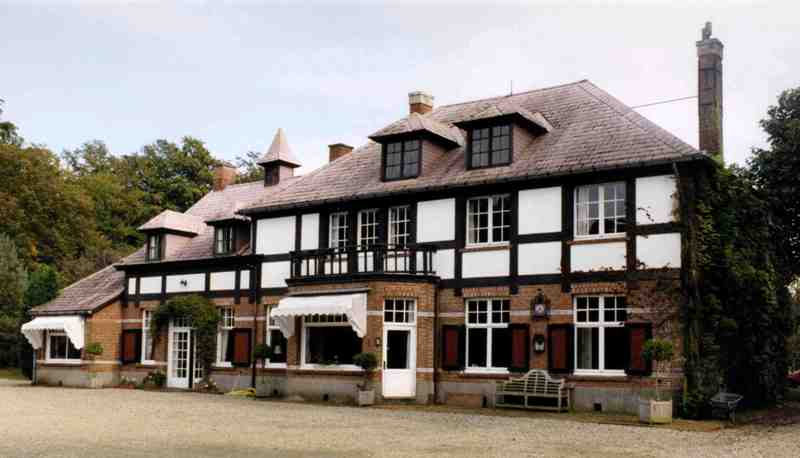
Villa Meerhoef

Villa Meerhoef is een landhuis in de Antwerpse gemeente Arendonk, gelegen aan De Lusthoven 44-46.
Het betreft een landhuis in cottagestijl dat omstreeks 1910 werd aangelegd door baron de Jamblinne-de Meux-Emsens. Omstreeks 1932 werd het verbouwd naar ontwerp van Léon Van Ravestyn.
De villa ligt te midden van een landschapspark dat wordt gedomineerd door een 16 ha grote vijver die Cora's vijver wordt genoemd, naar de dochter van de baron. Deze vijver ontstond tussen 1900 en 1907, waartoe een bestaand ven werd uitgebaggerd. In de vijver bevindt zich een eilandje waarop zich een vrouwenbeeld bevindt.